# 右手定則

用右手定则求叉积的方向

右手定則（英語：right-hand rule）是一個在數學及物理學上使用的定則。是由英國電機工程師約翰·弗萊明（John Fleming）於十九世紀末期發明的定則，用來幫助他的學生轻松地求出移動於磁場的導體所產生的電動勢的方向。

## 向量有序偶設定的方向

左邊是左手取向，右邊是右手取向。

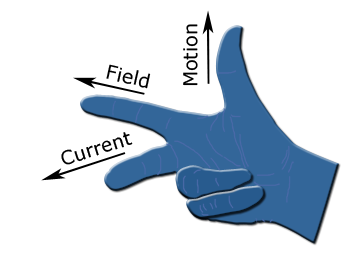
弗萊明右手定則，右手三根手指互相垂直，拇指的方向是導體移動方向、食指的是磁場方向、中指的則為生成的電流方向

當設定三個相互垂直的向量時，可以有兩種不同的選擇：右手系統或左手系統。因此，假若遇到這類問題時，必需明確地指出是採用哪一種系統。
假設執行有序運算於兩個向量{\displaystyle \mathbf {a} }、{\displaystyle \mathbf {b} }的結果是向量{\displaystyle \mathbf {c} }，其中，{\displaystyle \mathbf {c} }垂直於{\displaystyle \mathbf {a} }、{\displaystyle \mathbf {b} }，則可使用弗萊明右手定則或右手開掌定則來決定向量{\displaystyle \mathbf {c} }的方向。最常見的例子是向量叉積：
{\displaystyle \mathbf {a} \times \mathbf {b} =\mathbf {c} }
如右圖所示，右手三根手指互相垂直，大拇指的方向是{\displaystyle \mathbf {a} /\mathbf {x} /\mathbf {I} }的方向、食指的方向是{\displaystyle \mathbf {b} /\mathbf {y} /\mathbf {B} }的方向、中指的方向則為{\displaystyle \mathbf {c} /\mathbf {z} /\mathbf {F} }的方向。
假設兩個向量{\displaystyle \mathbf {a} }、{\displaystyle \mathbf {b} }不互相垂直，則可將右手掌張開，將四根手指朝著{\displaystyle \mathbf {a} }的方向指去，然後將大拇指伸開垂直於四根手指，再找到這四根手指與{\displaystyle \mathbf {b} }之間角度最小的夾角，將這四根手指彎掃過這夾角，則{\displaystyle \mathbf {c} }的方向是大拇指所指的方向。  右手定則可以用來找到力矩的方向。將右手掌張開，將四根手指從參考點朝著作用力的位置{\displaystyle \mathbf {r} }指去，然後將大拇指伸開垂直於四根手指，再找到這四根手指與作用力{\displaystyle \mathbf {F} }之間角度最小的夾角，將這四根手指彎掃過這夾角，則力矩向量的方向是大拇指所指的方向。

### 弗萊明右手定則

右手開掌定則：使用右手，將大拇指朝著電流方向指去，再將其它四根手指朝著磁場方向指去，則掌心所面對的方向就是導體受力的方向。

(又稱發電機定則)，如右图所示：
1. 拇指的方向是導體移動方向
2. 食指的是磁場方向

3. 中指的則為生成的感應電勢方向

### 右手開掌定則
電流、磁場與導線受力方向，三者之間的關係，可用右手開掌定則來決定。如右圖所示，將右手掌張開，四指指向磁場{\displaystyle \mathbf {B} }方向，大拇指張開與四指垂直指向導線上電流{\displaystyle \mathbf {I} }方向，則掌心推出的方向即為導線的受力{\displaystyle \mathbf {F} }方向，三者間兩兩相互垂直。
1. 拇指（I）：電流方向 
2. 四指（B）：磁場方向
3. 掌心（F）：導線受力方向

## 由旋轉設定的方向

安培右手定則：將右手的大拇指指向電流方向，再將其它四根手指握緊電線，則彎曲的方向决定磁場的方向。

對於物體或流體的旋轉、磁場等等，可以使用右手定則來設定向量。逆反過來，對於由向量設定的旋轉的案例，可以用右手定則來了解旋轉的轉動方式。
右手定則可以用於安培定律的兩種互補應用方法：
1. 螺線管載有的電流，會產生磁場。使用右手定則，可以判斷磁場方向。將右手握住螺線管，拇指朝著電流方向指去，然後將大拇指沿著螺線管的中心軸伸直，則磁場的方向即為四根手指所指的方向。
2. 右手定則也可以用來辨明一條電線四周磁場的方向。對於這用法，右手定則稱為「安培右手定則」，或「安培定則」。如右圖所示，假若將右手的大拇指朝著電線的電流方向指去，再將其它四根手指握緊電線，則四根手指彎曲的方向為磁場的方向。

在向量微積分裡，右手定則被用來定義面積向量和其邊界向量之間的關係：將四根手指指向邊界向量的方向，大拇指為面積向量的方向。

## 應用
右手定則可以用來找到兩個向量的叉積的方向。由於這用途，在物理學裏，每當叉積出現時，就可以使用右手定則。以下列出一些物理量，它們的方向可以用右手定則找出：
- 一個正在進行轉動運動的物體，其角速度和此物體內部任何一點的轉動速度。
- 施加作用力於某位置所造成的力矩。
- 載流導線在四周所產生的磁場。
- 隨著時間的演進而變化的電通量也會生成磁場。
- 移動於磁場的帶電粒子所感受到的勞侖茲力。
- 移動於磁場的導體，因為動生電動勢而產生的感應電流。
- 流體在任意位置的渦度。

## 左手系統

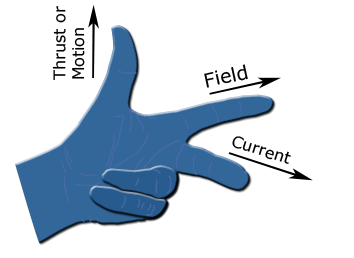
弗萊明左手定則，左手三根手指互相垂直，中指的方向為電流方向、食指的是磁場方向、大拇指的則是導體感受到的推力的方向

在某些狀況，可能會使用到左手定則。例如，左手性物質（left-handed material）。通常在正常狀況，電磁波的電場、磁場、波動的傳播方向會遵守右手定則。但是，左手性物質的折射率是負值。因此，波動會朝著反方向傳播。
弗萊明左手定則，又稱電動機定則，可以求出處於磁場的載流導線所感受到的推力的方向。

## 备注
中国的有些物理教科书中的右手定则实为弗萊明右手定則的变体，而将这个定则叫做「右手螺旋定则」。